# ودافون گلوبال
ودافون گلوبال (انگلیسی: Vodafone Global) شرکت فناوری اطلاعات بریتانیایی است، که در سال ۲۰۰۷ توسط شرکت ودافون تأسیس شد.